# شيلا كينلي
شيلا كينلي (بالإنجليزية: Sheila Kennelly)‏ هي ممثلة أسترالية، ولدت في 28 ديسمبر 1927.

## وصلات خارجية
- شيلا كينلي على موقع IMDb (الإنجليزية)
- شيلا كينلي على موقع قاعدة بيانات الفيلم (الإنجليزية)